# Arlington (MBTA-Station)
Arlington ist der Name einer unterirdischen Light-rail-Station der Massachusetts Bay Transportation Authority (MBTA) in Boston im Bundesstaat Massachusetts der Vereinigten Staaten. Sie bietet an der namensgebenden Arlington Street südwestlich des Boston Public Garden Zugang zu den Zweigen B, C, D und E der U-Straßenbahn Green Line.

## Geschichte
Die Station wurde am 13. November 1921 eröffnet. 1967 und von 2006 bis 2009 folgten umfassende Renovierungen. Bei den zuletzt durchgeführten Arbeiten wurden Teile der Station neu gebaut, so dass unter anderem eine vollständige Barrierefreiheit erreicht wurde.

## Bahnanlagen

### Gleis-, Signal- und Sicherungsanlagen
Der U-Bahnhof verfügt über zwei Gleise, die über zwei Seitenbahnsteige zugänglich sind.

### Gebäude
Der U-Bahnhof befindet sich an der Adresse 20 Arlington Street im Bostoner Stadtzentrum direkt am Boston Public Garden und ist vollständig barrierefrei zugänglich.

## Umfeld
An der Station besteht eine Anbindung an eine Buslinie der MBTA. In der unmittelbaren Umgebung befinden sich die Stadtteile Back Bay und Bay Village sowie der Boston Public Garden und die Boylston Street.